# Рурицій Помпеян
Рурицій Помпеян (лат. Ruricius Pompeianus; ? — 312, Верона) — давньоримський військовик. Обіймав посаду префекта преторія та командував військами імператора Максенція під час Громадянських війн Тетрархії. Помпеян був убитий армією Костянтина Великого в битві при Вероні 312 року.
Про цю особу коротко йдеться у двох панегіриках про похід Костянтина проти Максенція. У панегірику 313 року зі збірки «Латинські панегірики» він згадується під іменем Помпеян. В іншому панегірику з цієї збірки, авторства Назарія, його ім'я подається як Рурицій. Оскільки в обох джерелах вочевидь йдеться про одну й ту саму людину, в сучасній історіографії обидва імені об'єднується.